# Tveitanbakken
Der Tveitanbakken ist eine Skisprungschanze der Kategorie K 90 im Ortsteil Heddal der norwegischen Gemeinde Notodden. Es die größte von vier Schanzen der Anlage Tveitanbakkane.

## Geschichte
Die 1946 erbaute Vorgänger-Schanze ermöglichte Sprünge mit einer Weite von bis zu 60 Metern. Nach deren Stilllegung um 1953, begann man 1979 mit den Planungen für eine neue Anlage. Im Jahr 1985 wurde die Schanze offiziell eröffnet und seitdem zweimal modernisiert.
2006 fanden auf der Normalschanze die Wettbewerbe der norwegischen Meisterschaften statt, dabei gewann Bjørn Einar Romøren Gold im Einzelspringen. Seit dem folgenden Jahr finden regelmäßig Wettkämpfe des Damen-Continental Cups statt. Ebenso wurden Springen im Rahmen des FIS-Cups ausgetragen.

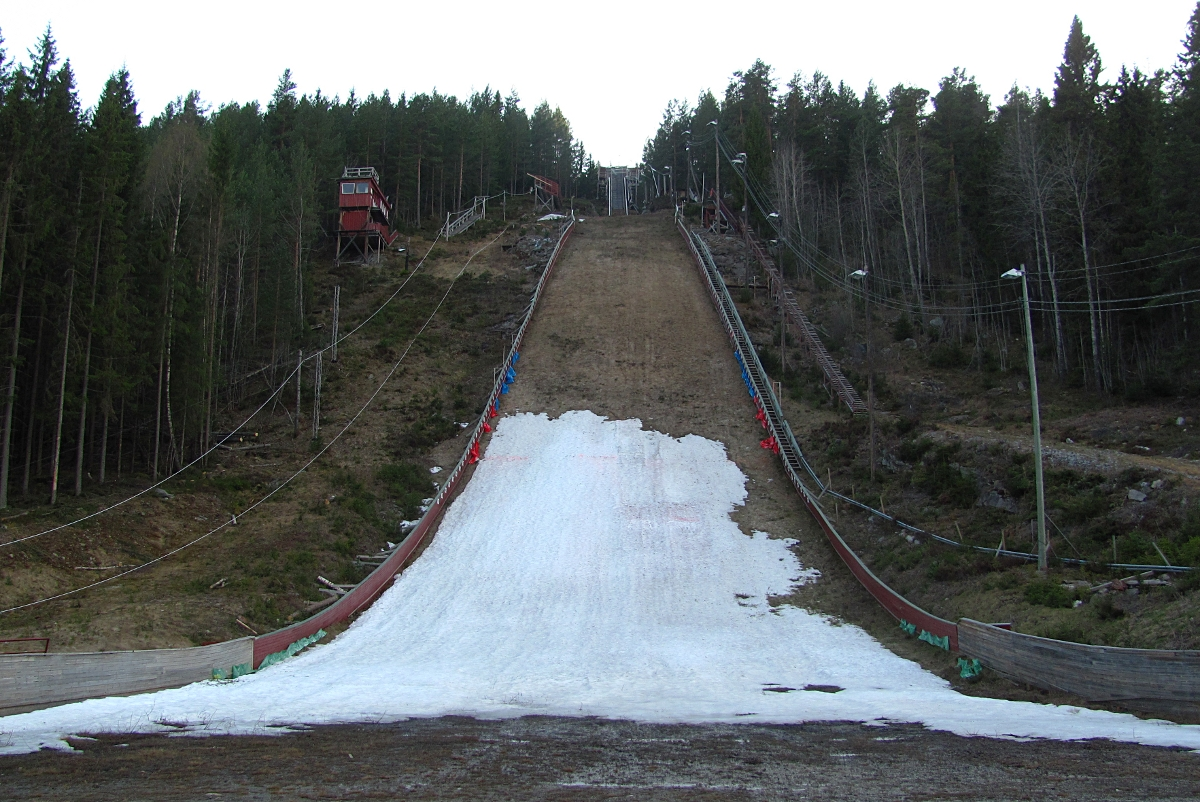
Blick auf die K90 aus dem Auslauf
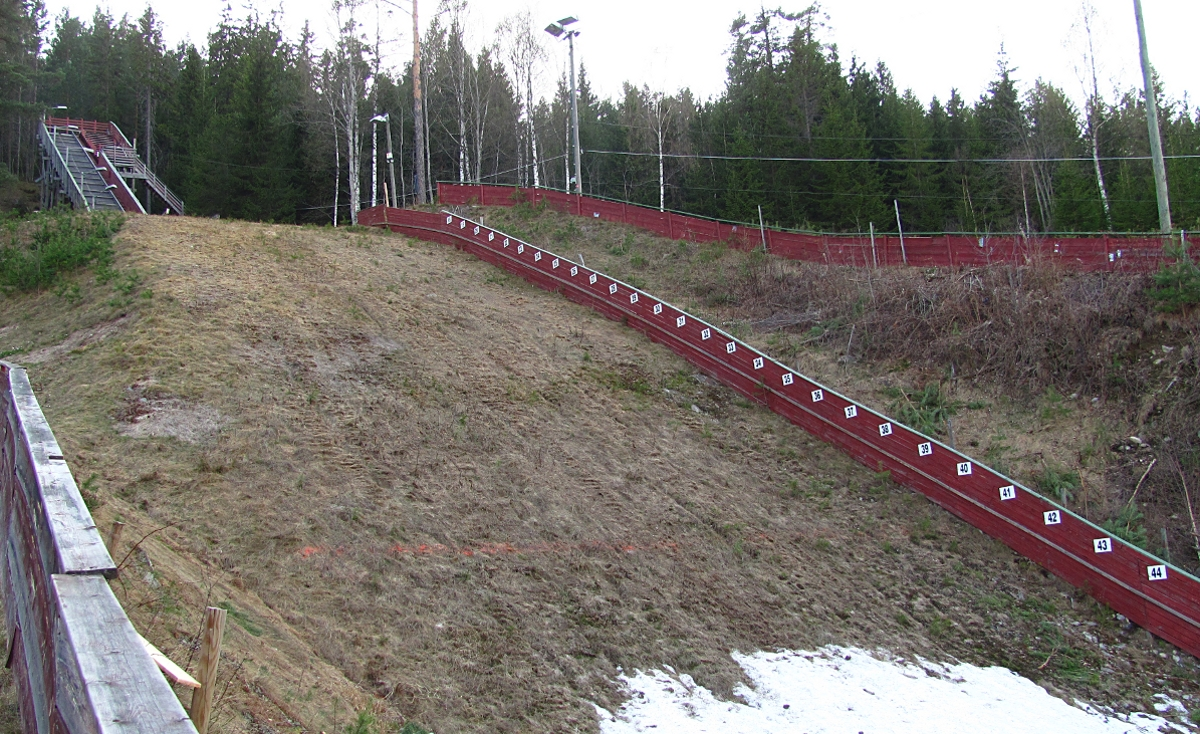
Der Hang der K40
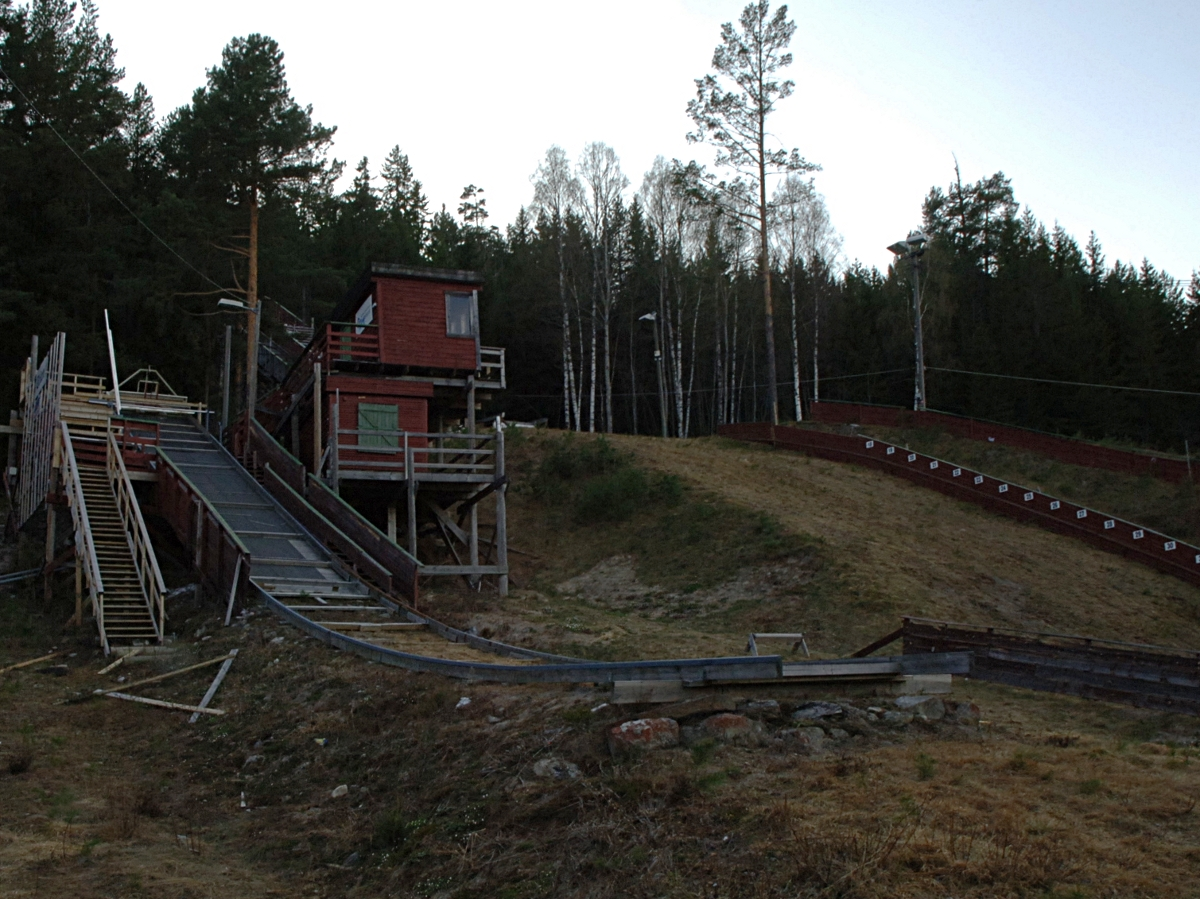
Blick auf die K15 mit der K40 im Hintergrund
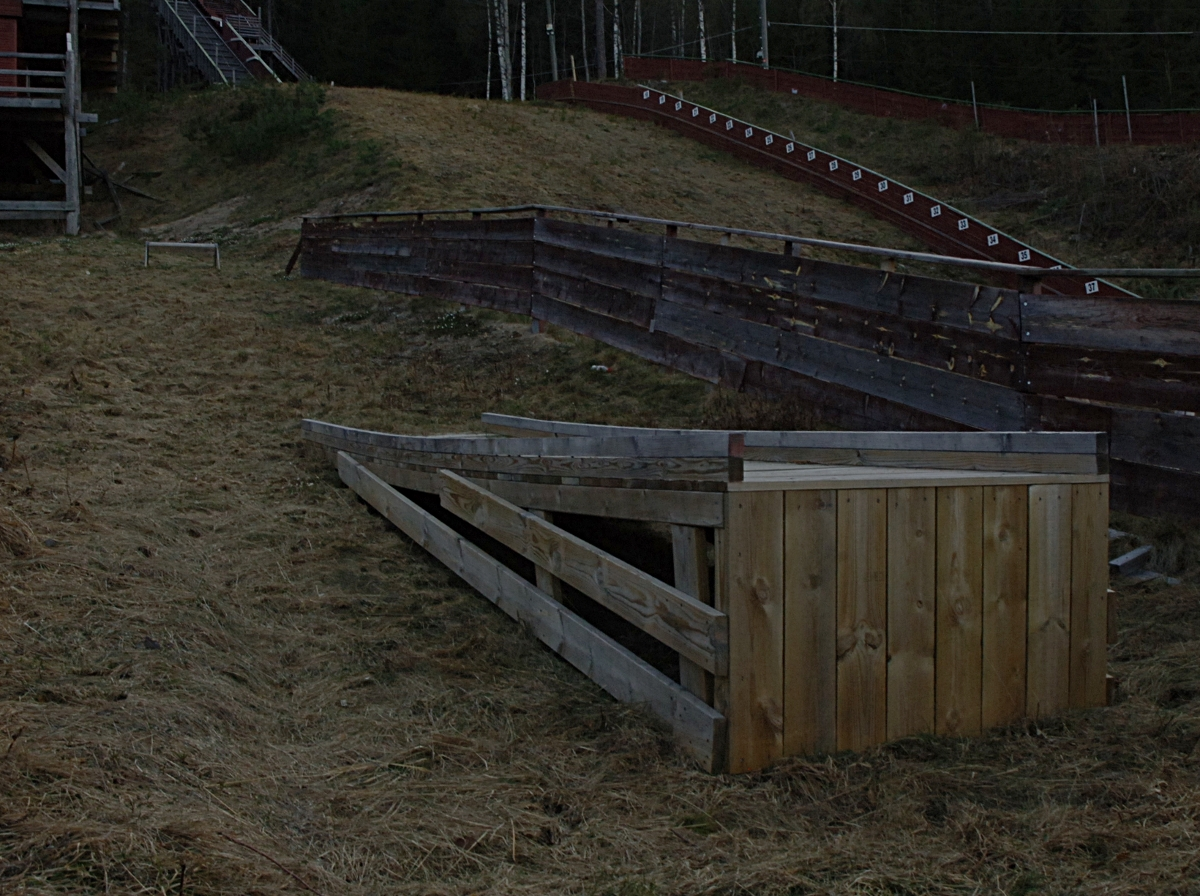
Der Schanzentisch der K8

## Schanzenrekorde
| Datum             | Rekordhalter     | Weite   | Bemerkung              |
| ----------------- | ---------------- | ------- | ---------------------- |
| 6. Februar 2005   | Jan Rune Grave   | 101 m   | Weltcup Schanzenrekord |
| 14. Februar 2009  | Daniela Iraschko | 102,5 m | Frauenrekord           |
| 18. Dezember 2009 | Jörg Ritzerfeld  | 103 m   |                        |
| 16. März 2014     | Marius Lindvik   | 104 m   |                        |
| 28. März 2015     | Maren Lundby     | 103,5 m | Frauenrekord           |

## Technische Daten
| Normalschanze                              | Normalschanze |
| Anlauf                                     | Anlauf        |
| ------------------------------------------ | ------------- |
| Anlauflänge                                | 90 m          |
| Neigung des Anlaufs (γ)                    | 23,5°         |
| Anlaufgeschwindigkeit                      | 86,4 km/h     |
| Schanzentisch                              |               |
| Tischhöhe                                  | 2,25 m        |
| Tischlänge                                 | 6,00 m        |
| Neigung des Schanzentisches (α)            | 10,75°        |
| Aufsprung                                  |               |
| Hillsize                                   | 100 m         |
| Konstruktionspunkt                         | 90 m          |
| Verhältnis Höhen- zu Längendifferenz (h/n) | 0,542         |
| K-Punkt Neigungswinkel (β)                 | 34°           |
| Auslauf                                    |               |
| Länge des Auslaufs                         | 82 m          |

## Internationale Wettbewerbe
Genannt werden alle von der FIS organisierten Sprungwettbewerbe.
| Datum             | Kategorie       | Schanze | 1. Platz                   | 2. Platz                            | 3. Platz                           |
| ----------------- | --------------- | ------- | -------------------------- | ----------------------------------- | ---------------------------------- |
| 11. Dezember 2007 | Continental Cup | HS100   | Anette Sagen               | Lindsey Van                         | Jacqueline Seifriedsberger         |
| 11. Dezember 2007 | FIS-Cup         | HS100   | Terje Hilde                | Atle Pedersen Rønsen                | Kenneth Gangnes                    |
| 12. Dezember 2007 | Continental Cup | HS100   | Anette Sagen               | Lindsey Van                         | Jacqueline Seifriedsberger         |
| 12. Dezember 2007 | FIS-Cup         | HS100   | Terje Hilde                | Atle Pedersen Rønsen                | Kenneth Gangnes                    |
| 13. Februar 2009  | Continental Cup | HS100   | Daniela Iraschko           | Anette Sagen                        | Lindsey Van                        |
| 13. Februar 2009  | FIS-Cup         | HS100   | Felix Brodauf              | David Winkler                       | Rune Velta                         |
| 14. Februar 2009  | Continental Cup | HS100   | Daniela Iraschko           | Lindsey Van                         | Anette Sagen                       |
| 14. Februar 2009  | FIS-Cup         | HS100   | Sindra Trana               | Felix Brodauf                       | David Winkler                      |
| 18. Dezember 2009 | Continental Cup | HS100   | Daniela Iraschko           | Ulrike Gräßler                      | Anette Sagen                       |
| 18. Dezember 2009 | FIS-Cup         | HS100   | Jörg Ritzerfeld            | Maximilian Mechler                  | Erik Simon                         |
| 19. Dezember 2009 | Continental Cup | HS100   | Daniela Iraschko           | Anette Sagen                        | Ulrike Gräßler                     |
| 19. Dezember 2009 | FIS-Cup         | HS100   | Maximilian Mechler         | Erik Simon                          | Jörg Ritzerfeld Anders Fannemel    |
| 17. Dezember 2010 | Continental Cup | HS100   | Daniela Iraschko           | Jessica Jerome                      | Elena Runggaldier                  |
| 17. Dezember 2010 | FIS-Cup         | HS100   | Mats Søhagen Berggaard     | Bjørn Einar Hagemoen                | Tommy Lianes                       |
| 18. Dezember 2010 | Continental Cup | HS100   | Coline Mattel              | Daniela Iraschko                    | Melanie Faißt                      |
| 18. Dezember 2010 | FIS-Cup         | HS100   | Mats Søhagen Berggaard     | Tommy Lianes                        | Klaus Ovlien Engen                 |
| 9. Dezember 2011  | Continental Cup | HS100   | Daniela Iraschko           | Sarah Hendrickson                   | Jacqueline Seifriedsberger         |
| 9. Dezember 2011  | FIS-Cup         | HS100   | Simen Grimsrud             | Phillip Sjøen                       | Tommy Lianes                       |
| 10. Dezember 2011 | Continental Cup | HS100   | Anette Sagen               | Daniela Iraschko                    | Sarah Hendrickson                  |
| 10. Dezember 2011 | FIS-Cup         | HS100   | Espen Røe                  | Simen Grimsrud                      | Espen Enger Halvorsen              |
| 30. November 2012 | Continental Cup | HS100   | Wettkampf abgesagt         | Wettkampf abgesagt                  | Wettkampf abgesagt                 |
| 1. Dezember 2012  | Continental Cup | HS100   | Wettkampf abgesagt         | Wettkampf abgesagt                  | Wettkampf abgesagt                 |
| 12. Dezember 2013 | FIS-Cup         | HS100   | Hans Petter Bergquist      | Ole Mathis Nedrejord                | Lasse Moilanen                     |
| 13. Dezember 2013 | FIS-Cup         | HS100   | Ole Mathis Nedrejord       | Hans Petter Bergquist               | Michael Glasder                    |
| 13. Dezember 2013 | Continental Cup | HS100   | Anette Sagen               | Gyda Enger                          | Alissa Johnson                     |
| 14. Dezember 2013 | Continental Cup | HS100   | Anette Sagen               | Gyda Enger                          | Anna Odine Strøm                   |
| 11. Dezember 2014 | FIS-Cup         | HS100   | Joacim Ødegård Bjøreng     | Przemysław Kantyka                  | Andreas Schuler                    |
| 12. Dezember 2014 | FIS-Cup         | HS100   | Joacim Ødegård Bjøreng     | Andrzej Stękała                     | Krzysztof Leja                     |
| 12. Dezember 2014 | Continental Cup | HS100   | Jacqueline Seifriedsberger | Daniela Iraschko-Stolz              | Maren Lundby                       |
| 13. Dezember 2014 | Continental Cup | HS100   | Daniela Iraschko-Stolz     | Eva Pinkelnig                       | Jacqueline Seifriedsberger         |
| 10. Dezember 2015 | FIS-Cup         | HS100   | Michael Dreher             | Martin Hamann                       | Danny Queck                        |
| 11. Dezember 2015 | Continental Cup | HS100   | Sabrina Windmüller         | Julia Huber                         | Anna Odine Strøm                   |
| 11. Dezember 2015 | FIS-Cup         | HS100   | Danny Queck                | Miran Zupančič                      | Robin Pedersen                     |
| 12. Dezember 2015 | Continental Cup | HS100   | Sabrina Windmüller         | Pauline Heßler                      | Julia Huber                        |
| 15. Dezember 2016 | FIS-Cup         | HS100   | Luisa Görlich              | Pauline Heßler                      | Joséphine Pagnier                  |
| 15. Dezember 2016 | FIS-Cup         | HS100   | Maximilian Steiner         | Sebastian Bradatsch                 | Joacim Ødegård Bjøreng             |
| 16. Dezember 2016 | Continental Cup | HS100   | Joséphine Pagnier          | Luisa Görlich                       | Gianina Ernst                      |
| 16. Dezember 2016 | FIS-Cup         | HS100   | Maximilian Steiner         | Joacim Ødegård Bjøreng              | Sebastian Bradatsch                |
| 17. Dezember 2016 | Continental Cup | HS100   | Joséphine Pagnier          | Luisa Görlich                       | Pauline Heßler                     |
| 15. Dezember 2017 | FIS-Cup         | HS100   | Sondre Ringen              | Ulrich Wohlgenannt                  | Joakim Aune                        |
| 15. Dezember 2017 | Continental Cup | HS100   | Lidija Jakowlewa           | Marija Jakowlewa                    | Anna Schpynjowa                    |
| 16. Dezember 2017 | FIS-Cup         | HS100   | Ulrich Wohlgenannt         | Przemysław Kantyka                  | Paul Winter                        |
| 16. Dezember 2017 | Continental Cup | HS100   | Alexandra Baranzewa        | Lidija Jakowlewa                    | Marita Kramer                      |
| 14. Dezember 2018 | FIS-Cup         | HS98    | Stefan Rainer              | Julian Wienerroither                | Maximilian Lienher Clemens Leitner |
| 14. Dezember 2018 | Continental Cup | HS98    | Selina Freitag             | Elisabeth Raudaschl                 | Park Guy-lim                       |
| 15. Dezember 2018 | FIS-Cup         | HS98    | Fabian Seidl               | Stefan Rainer                       | Joakim Aune                        |
| 15. Dezember 2018 | Continental Cup | HS98    | Claudia Purker             | Anna Schpynjowa                     | Agnes Reisch                       |
| 13. Dezember 2019 | FIS Cup         | HS98    | Stefan Rainer              | Ilja Mankow                         | Sander Vossan Eriksen              |
| 13. Dezember 2019 | Continental Cup | HS98    | Jessica Malsiner           | Kristina Prokopjewa Sophie Sorschag |                                    |
| 14. Dezember 2019 | Continental Cup | HS98    | Sophie Sorschag            | Thea Minyan Bjørseth                | Julia Mühlbacher                   |
| 14. Dezember 2019 | FIS Cup         | HS98    | Fabian Seidl               | Stefan Rainer                       | Anders Ladehaug                    |